# Leonard Crofoot
Leonard John Crofoot (Utica, 20 settembre 1948) è un attore statunitense.

## Filmografia parziale

### Cinema
- Un rantolo nel buio (A Reflection of Fear), regia di William A. Fraker (1973)
- L'uomo che non c'era (The Man Who Wasn't There), regia di Joel Coen (2001)
- The Singing Detective, regia di Keith Gordon (2003)

### Televisione
- Star Trek: The Next Generation - serie TV, episodi 1x14-3x16 (1988-1990)
- Bayside School (Saved by the Bell) - serie TV, episodio 3x16 (1991)
- Star Trek: Voyager - serie TV, episodio 6x13 (2000)